# Гамалиевка (Лебединский район)
Гамалиевка (укр. Гамаліївка) — село, Гринцевский сельский совет, Лебединский район, Сумская область, Украина.
Код КОАТУУ — 5922983202. Население по переписи 2001 года составляло 30 человек .

## Географическое положение
Село Гамалиевка находится в 2-х км от левого берега реки Сула. На расстоянии до 2-х км расположены сёла Гринцево, Ключиновка и посёлок Новопетровка. По селу протекает пересыхающий ручей с запрудой. Рядом проходит автомобильная дорога Н-07.